# Lijst van bisschoppen van Paderborn

Wapen van het prinsbisdom Paderborn

Het bisdom Paderborn werd in 799 gesticht door Karel de Grote. Keizer Hendrik II beleende bisschop Meinwerk in de 11e eeuw met enkele graafschappen, waardoor Paderborn een prinsbisdom werd. Bij de reichsdeputationshauptschluss van 1803 werd het bisdom geseculariseerd. In 1929 werd Paderborn verheven tot aartsbisdom.

## Bisschoppen (806-1009)
- 806 – 815: Hathumar
- 815 – 862: Badurad
- 862 – 887: Luthard
- 887 – 900: Biso
- 900 – 917: Diederik I
- 918 – 935: Unwan
- 935 – 959: Dudo
- 959 – 983: Volkmar
- 983 – 1009: Retharius

## Prins-bisschoppen (1009-1803)
- 1009 – 1036: Meinwerk
- 1036 – 1051: Rotho
- 1051 – 1076: Imad van Saksen
- 1076 – 1083: Poppo
- 1083 – 1090: Hendrik I van Assel
- 1081 – 1127: Hendrik II van Werle
- 1127 – 1160: Bernard I van Oesede
- 1160 – 1178: Evergis
- 1178 – 1188: Siegfried (van Hallermund?)
- 1188 – 1204: Bernard II van Ibbenbüren
- 1204 – 1223: Bernard III van Oesede
- 1223 – 1225: Thomas Olivier
- 1225 – 1228: Wilbrand van Oldenburg; wordt bisschop van Utrecht
- 1228 – 1247: Bernard IV van Lippe
- 1247 – 1277: Simon I van Lippe
- 1277 – 1307: Otto van Rietberg
- 1307 – 1310: Günther I van Schwalenberg
- 1310 – 1321: Diederik II van Itter
- 1321 – 1341: Bernard V van Lippe
- 1341 – 1361: Boudewijn van Steinfurt
- 1361 – 1380: Hendrik III van Spiegel van Desenberg
- 1380 – 1389: Simon II van Sternberg
- 1389 – 1394: Robert van Berg
- 1394 – 1399: Jan I van Hoya
- 1399 – 1401: Bertrand d'Arvazzano
- 1401 – 1414: Willem van Berg
- 1414 – 1463: Diederik III van Moers
- 1463 – 1498: Simon III van Lippe
- 1498 – 1508: Herman I van Hessen
- 1508 – 1532: Erik III van Brunswijk-Grubenhagen
- 1532 – 1547: Herman II van Wied
- 1547 – 1568: Rembert van Kerssenbrock
- 1568 – 1574: Jan II van Hoya
- 1574 – 1577: Salentijn van Isenburg
- 1577 – 1585: Hendrik IV van Saksen-Lauenburg
- 1585 – 1618: Diederik IV van Fürstenberg
- 1618 – 1650: Ferdinand I van Beieren
- 1650 – 1661: Diederik Adolf van der Recke
- 1661 – 1683: Ferdinand II van Fürstenberg
- 1683 – 1704: Herman Werner Wolff-Metternich zur Gracht
- 1704 – 1718: Frans Arnold Wolff-Metternich zur Gracht
- 1719 – 1761: Clemens August I van Beieren
- 1761 – 1763: sedes vacante
- 1763 – 1782: Willem Anton van der Asseburg
- 1782 – 1789: Frederik Willem van Westfalen
- 1789 – 1803: Frans Egon van Fürstenberg

## Bisschoppen (1803-1930)
- 1803 – 1825: Frans Egon van Fürstenberg (zie hierboven)
- 1825 – 1841: Friedrich Klemens von Ledebur-Wicheln
- 1841 – 1844: Richard Dammers
- 1845 – 1855: Franz Drepper
- 1856 – 1879: Konrad Martin
- 1879 – 1882: sedisvacatie
- 1882 – 1891: Franz Kaspar Drobe
- 1891 – 1899: Hubert Theophil Simar
- 1900 – 1909: Wilhelm Schneider
- 1910 – 1920: Karl Joseph Schulte
- 1920 – 1930: Caspar Klein

## Aartsbisschoppen (1930-heden)
- 1930 – 1941: Caspar Klein (zie hierboven)
- 1941 – 1973: Lorenz Jäger
- 1974 – 2002: Johannes Joachim Degenhardt
- 2003 – heden: Hans-Josef Becker